# Antiga Fàbrica Cané-Geli
L'Antiga Fàbrica Cané-Geli és un edifici de Begur (el Baix Empordà) inclòs a l'Inventari del Patrimoni Arquitectònic de Catalunya.

## Descripció
Antiga fàbrica de suro fent cantonada entre els carrers de Campuig i Santa Reparada. S'hi accedeix per una gran obertura de llinda planera de totxo vist i que per la part superior forma una mena de frontó. Es aguantada per dos pilastres rectangulars de totxo i que donen lloc a les façanes laterals: l'esquerra de pedruscall i al carrer de Santa Reparada,i la de la dreta que és la que forma més façana. Aquesta és de totxo i té tres obertures idèntiques (ara tapiades) que tenen llindes planeres i trapezoidals per la part superior.
La façana posterior està formada per un gran arc de punt rodó i de totxo amb una altra obertura de proporcions més senzilles i de llinda planera de totxo al seu costat esquerre.
De l'interior només en resten les parets.